# Het Laatste Avondmaal (Frans Francken (I))

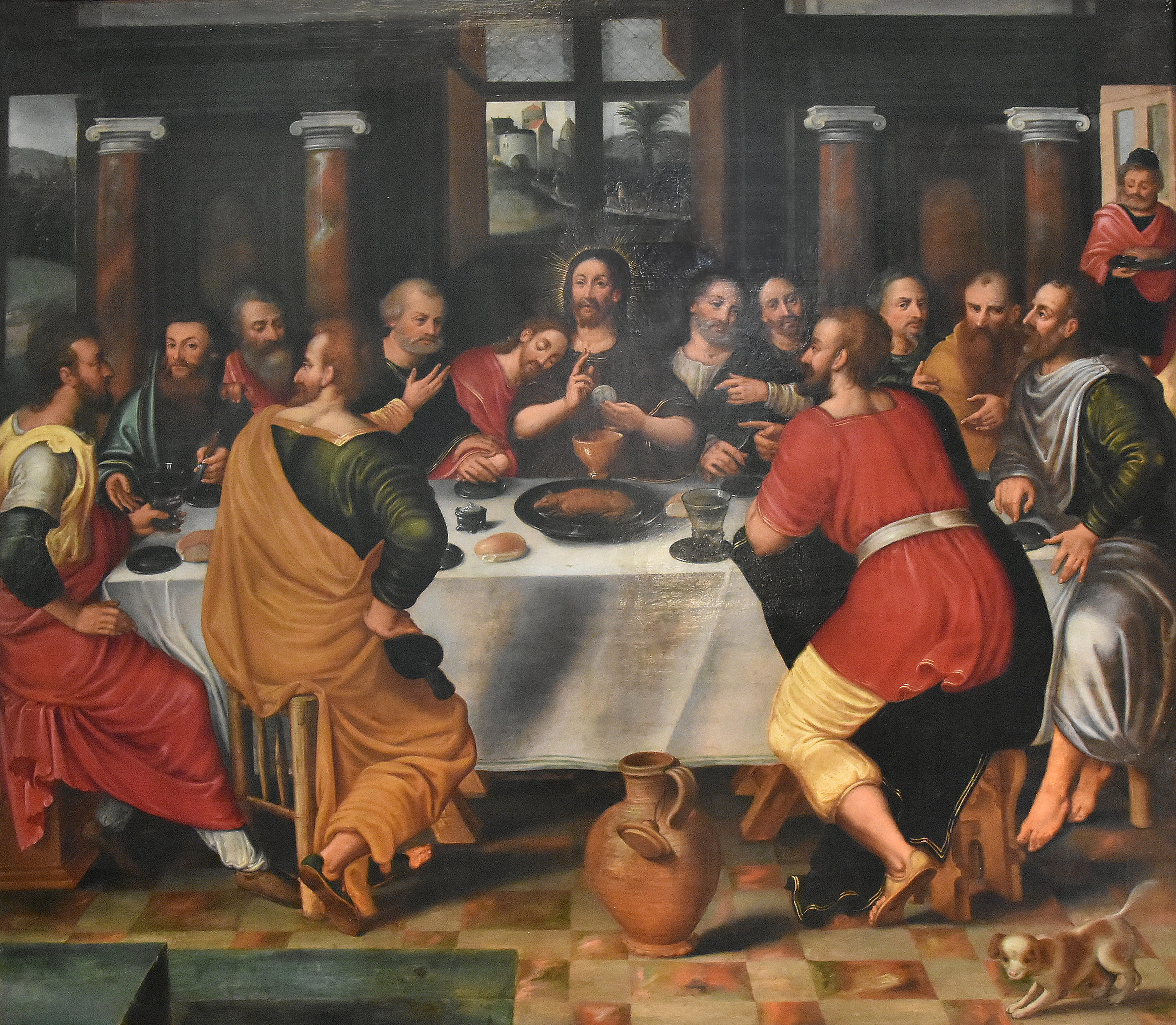
Het Laatste Avondmaal van Frans Francken (I)

Het Laatste Avondmaal is een schilderij van de Zuid-Nederlandse kunstschilder Frans Francken (I) met als thema Het Laatste Avondmaal van Jezus tussen zijn apostelen. Het wordt bewaard in de Heilige Kerstkerk te Gent.
Het onderwerp is bekend en talloze keren op doek gezet. Opvallend hier is het hondje vooraan op het schilderij dat de trouw van de discipelen aan Christus symboliseert. Op de vloer is een vlieg afgebeeld, symbool van de duivel (Beëlzebub), de heer van de vliegen.